# Anna Elionor de Hessen-Darmstadt
Anna Elionor de Hessen-Darmstadt (en alemany Anna Eleonore von Hessen-Darmstadt) va néixer a Darmstadt (Alemanya) el 30 de juliol de 1601 i va morir al palau de Herzberg el 6 de maig de 1659. Era filla de Lluís V de Hessen-Darmstadt (1577-1626) i de Magdalena de Brandenburg (1582-1616).

## Matrimoni i fills
El 14 de desembre de 1617 es va casar a Darmstadt amb Jordi de Brunsvic-Lüneburg (1582-1641), fill del duc Guillem (1535-1592) i de Dorotea de Dinamarca (1546-1617), net per tant del rei Cristià III de Dinamarca.
El matrimoni va tenir els següents fills:
- Magdalena, nascuda i morta el 1618.
- Cristià Lluís (1622-1665), casat amb Dorotea de Schleswig-Holstein-Sonderburg-Glücksburg (1636-1689).
- Jordi Guillem (1624-1705), casat amb Elionor Desmier d'Olbreuse (1639-1722).
- Joan Frederic (1625-1679), casat amb Benedicta Enriqueta de Wittelsbach (1652-1730).
- Sofia Amàlia (1628-1685), casada amb el rei Frederic III de Dinamarca (1609-1670).
- Dorotea Magdalena (1629-1630)
- Ernest August (1629-1698), casat amb Sofia del Palatinat (1630-1714), i pare del rei Jordi I de la Gran Bretanya
- Anna Maria Elionor (1630-1636)